# Pod Klimontowem
Pod Klimontowem – kolonia w Polsce położona w województwie świętokrzyskim, w powiecie sandomierskim, w gminie Klimontów.
Miejscowość nad potokiem Kozinka (dopływ Pokrzywianki). Od Klimontowa 2 km na północny zachód.